# 比藏赛
比藏赛（法語：Buzançais，發音：[byzɑ̃sɛ] ⓘ），法国中部城市，中央-卢瓦尔河谷大区安德尔省的一个市镇，隶属于沙托鲁区，其市镇面积为58.64平方公里，2022年1月1日时人口数量为4,431人，是该省人口第八多的市镇，在法国市镇中排名第2,457位。
比藏赛位于安德尔省中西部，安德尔河畔，是一个区域性的中心城市，多条公路在此交汇。

## 地名来源
根据当地官方网站的论述，“Buzançais”一名最初以“Buzantiacus”或“Buzantiacum”的形式被记载，该名称的来源及含义尚有待考证。法国大革命期间，因“比藏赛”曾长期为一宗教中心地名而具有封建色彩，被国民公会于1793年10月16日下令修改为“安德尔河畔拉弗拉泰尼泰”（La Fraternité-sur-Indre），法国大革命结束后，比藏赛恢复原名。
此外，因翻译标准不同，“Buzançais”在部分汉语资料中被收录为“Buzancais”并被翻译为普松西。

## 历史

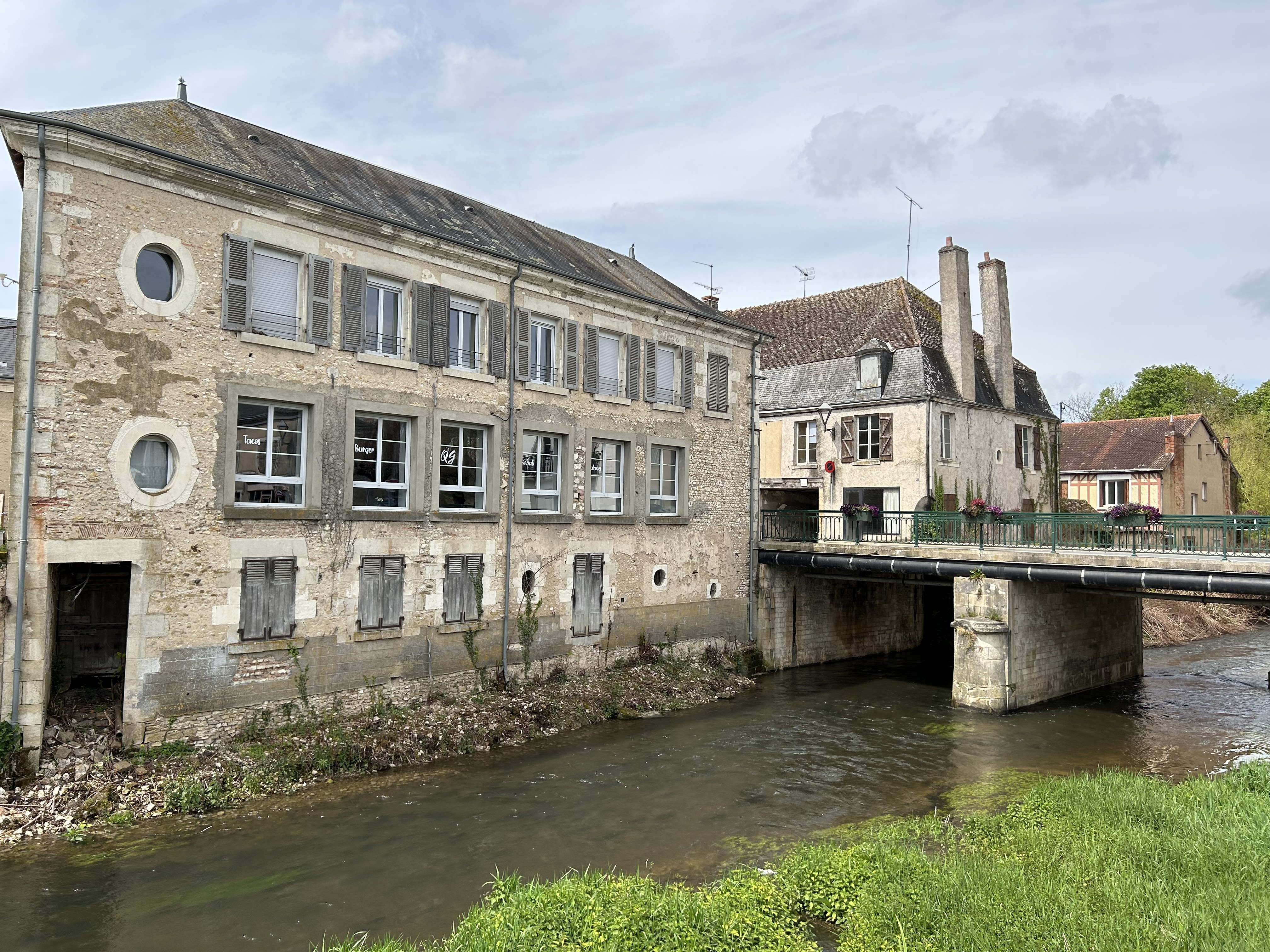
安德尔河畔的一处历史建筑

比藏赛可能在高卢-罗马时期就已形成聚落，但其城池的确切位置尚有待考证。中世纪时，比藏赛长期为贝里的一部分。查理·马特在普瓦捷战役结束后返回勃艮第的途中曾停留于比藏赛。公元9世纪时，为抵御维京人侵略，安德尔河左岸的一处高地上兴建了一处防御城堡，该城堡后成为比藏赛领主宅邸。十字军东征期间，曾有多位比藏赛居民参与前往地中海东岸。12世纪时，比藏赛发展成为一个区域性的宗教中心，其镇中心圣斯德望教堂于1174年建成。中世纪末期，比藏赛境内又先后出现了最小兄弟会堂、圣十字修道院等宗教设施。法国大革命后，比藏赛成为安德尔省的一个市镇。1794年，阿比伊（Habilly）整体并入比藏赛。1846至1847年间，比藏赛因气候原因造成农业严重减产，引发了当地农民大规模的游行活动，事后当地共有26名居民被逮捕。同年夏季，比藏赛地区发生饥荒，引发了一系列的社会问题。19世纪末，途径比藏赛的茹埃莱图尔—沙托鲁铁路建成通车，该铁路自1969年起停止客运服务。1991年，比藏赛过境外绕公路建成通车。
在地方历史文化研究方面，当地民间地方史爱好者于1969年成立了比藏赛历史考古队（Groupe d'Histoire et d'Archéologie de Buzançais）。

## 地理

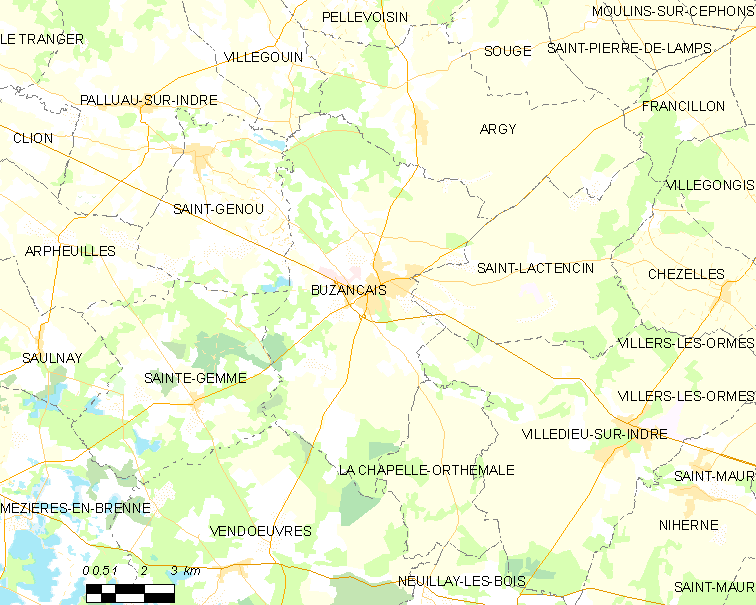
比藏赛市镇范围地图

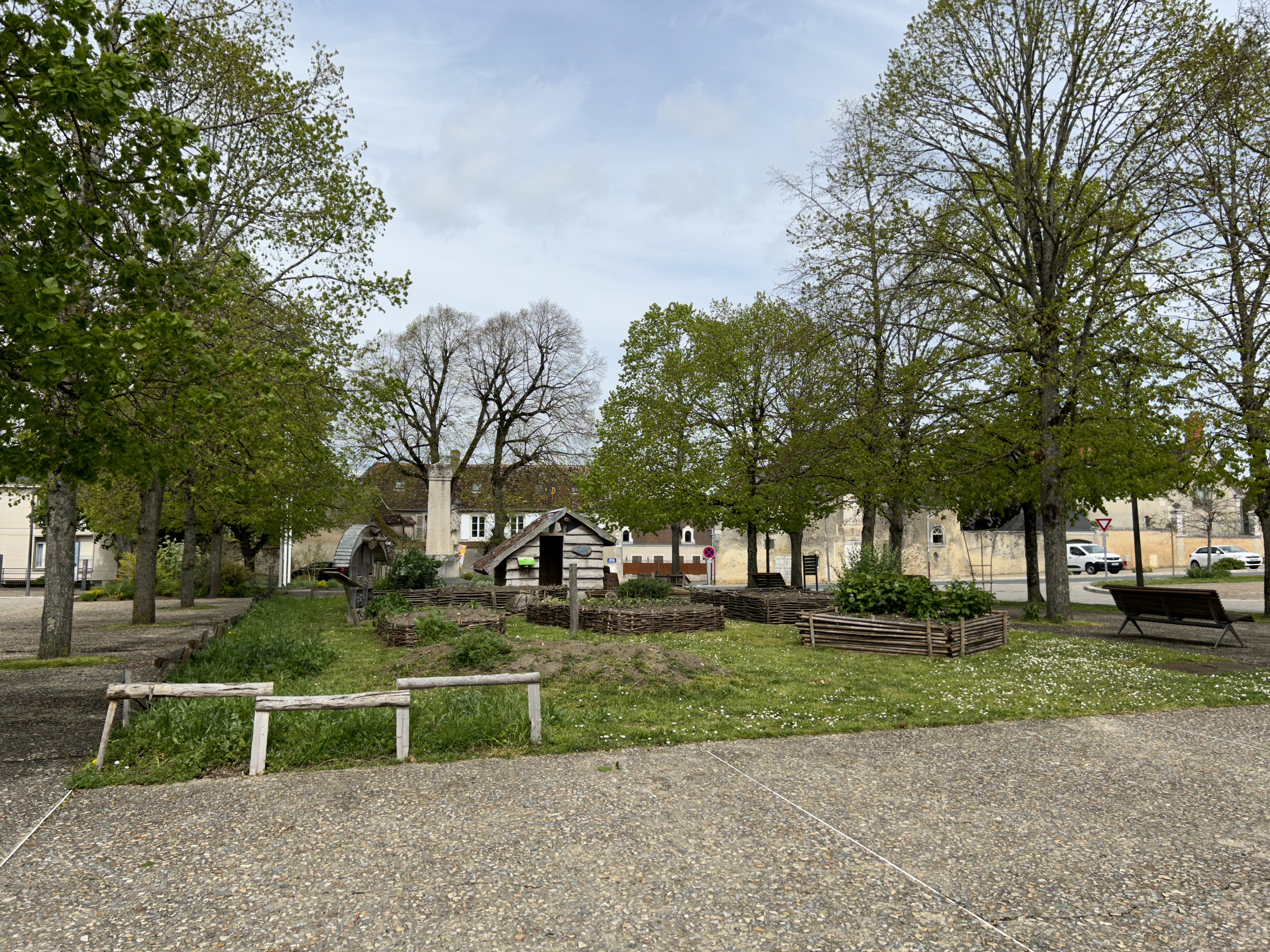
戴高乐广场附近的绿地

比藏赛位于法国中部，中央-卢瓦尔河谷大区南部和安德尔省中西部，距离省会沙托鲁大约22公里。与比藏赛接壤的市镇包括：维勒古安、阿尔日、圣拉克唐桑、圣热努、圣热姆、圣拉克唐桑、旺德夫尔、安德尔河畔维勒迪约和拉沙佩勒奥特马勒。

### 地形
比藏赛位于贝里地区西部，境内以平原和浅丘为主，市镇中心地势较为平坦，全境海拔在102到155米之间。

### 水文
比藏赛位于卢瓦尔河流域范围内，安德尔河自东南向西北流经比藏赛时期，其镇中心部分河段分有多条水道。

### 植被
比藏赛属于温带阔叶混交林区，林地广泛分布于河流附近。
在鲜花城市的评比中，比藏赛被评为3星级鲜花城市。

### 气候
比藏赛在柯本气候分类法中属于温带海洋性气候。
2023年3月31日，比藏赛发生短时飓风天气，造成当地一名居民受伤，多处房屋建筑被毁。
距离比藏赛最近的常年气象站位于勒夫鲁境内，以下为该气象站的数据（其中日照数据取自沙托鲁气象站）：
| 勒夫鲁 1981年－2019年 | 勒夫鲁 1981年－2019年 | 勒夫鲁 1981年－2019年 | 勒夫鲁 1981年－2019年 | 勒夫鲁 1981年－2019年 | 勒夫鲁 1981年－2019年 | 勒夫鲁 1981年－2019年 | 勒夫鲁 1981年－2019年 | 勒夫鲁 1981年－2019年 | 勒夫鲁 1981年－2019年 | 勒夫鲁 1981年－2019年 | 勒夫鲁 1981年－2019年 | 勒夫鲁 1981年－2019年 | 勒夫鲁 1981年－2019年 |
| 月份                  | 1月                   | 2月                   | 3月                   | 4月                   | 5月                   | 6月                   | 7月                   | 8月                   | 9月                   | 10月                  | 11月                  | 12月                  | 全年                  |
| --------------------- | --------------------- | --------------------- | --------------------- | --------------------- | --------------------- | --------------------- | --------------------- | --------------------- | --------------------- | --------------------- | --------------------- | --------------------- | --------------------- |
| 历史最高温 °C（°F）   | 17.9 (64.2)           | 21.5 (70.7)           | 24.8 (76.6)           | 27.6 (81.7)           | 32 (90)               | 37.6 (99.7)           | 39.1 (102.4)          | 40.1 (104.2)          | 34.8 (94.6)           | 29.2 (84.6)           | 23.6 (74.5)           | 18.1 (64.6)           | 40.1 (104.2)          |
| 平均高温 °C（°F）     | 7 (45)                | 8.9 (48.0)            | 12.6 (54.7)           | 15.5 (59.9)           | 19.4 (66.9)           | 23.4 (74.1)           | 25.8 (78.4)           | 25.6 (78.1)           | 21.3 (70.3)           | 16.9 (62.4)           | 10.5 (50.9)           | 7.1 (44.8)            | 16.2 (61.2)           |
| 日均气温 °C（°F）     | 4.1 (39.4)            | 5.2 (41.4)            | 7.8 (46.0)            | 10.2 (50.4)           | 14 (57)               | 17.5 (63.5)           | 19.6 (67.3)           | 19.7 (67.5)           | 15.9 (60.6)           | 12.6 (54.7)           | 7.2 (45.0)            | 4.3 (39.7)            | 11.5 (52.7)           |
| 平均低温 °C（°F）     | 1.2 (34.2)            | 1.6 (34.9)            | 2.9 (37.2)            | 4.9 (40.8)            | 8.6 (47.5)            | 11.6 (52.9)           | 13.5 (56.3)           | 13.7 (56.7)           | 10.4 (50.7)           | 8.3 (46.9)            | 4 (39)                | 1.6 (34.9)            | 6.9 (44.4)            |
| 历史最低温 °C（°F）   | −14.6 (5.7)           | −17.6 (0.3)           | −12 (10)              | −4.3 (24.3)           | 0 (32)                | 1.8 (35.2)            | 4.4 (39.9)            | 5.8 (42.4)            | 1.5 (34.7)            | −5.3 (22.5)           | −9.1 (15.6)           | −12.6 (9.3)           | −17.6 (0.3)           |
| 平均降水量 mm（）     | 68.2 (2.69)           | 53.6 (2.11)           | 53.5 (2.11)           | 72.3 (2.85)           | 70.5 (2.78)           | 49.4 (1.94)           | 54.6 (2.15)           | 55.4 (2.18)           | 66.2 (2.61)           | 70.1 (2.76)           | 71.9 (2.83)           | 73.9 (2.91)           | 759.6 (29.91)         |
| 月均日照時數          | 72.1                  | 91.9                  | 155.6                 | 178.5                 | 208.6                 | 210.4                 | 231.7                 | 235.5                 | 189.5                 | 128.3                 | 79.6                  | 59                    | 1,840.7               |
| 来源：infoclimat.fr   |                       |                       |                       |                       |                       |                       |                       |                       |                       |                       |                       |                       |                       |

## 行政区划
比藏赛的市镇编号为36031，邮政编号为36500。
在行政管理方面，比藏赛隶属于法国中央-卢瓦尔河谷大区安德尔省沙托鲁区；在地方选举方面，比藏赛是比藏赛县的中央投票站所在地，其市镇范围全境被划入安德尔省第一选区；在社会管理方面，比藏赛是安德尔河谷-布雷讷市镇公共社区的组成部分。
截至2023年5月，比藏赛市镇范围内暂无任何城市敏感街区及城市政策优先街区。
法国国家统计与经济研究所（简称）在进行数据统计时，将比藏赛单独设为比藏赛城市核心区（Unité urbaine de Buzançais）以及比藏赛城市区（。自2020年起，比藏赛城市区被撤销，比藏赛被划入包含71个市镇的沙托鲁城市辐射区。此外，还将比藏赛市镇整体看作一个“块区”（IRIS），以便于统计人口分布情况。

## 交通

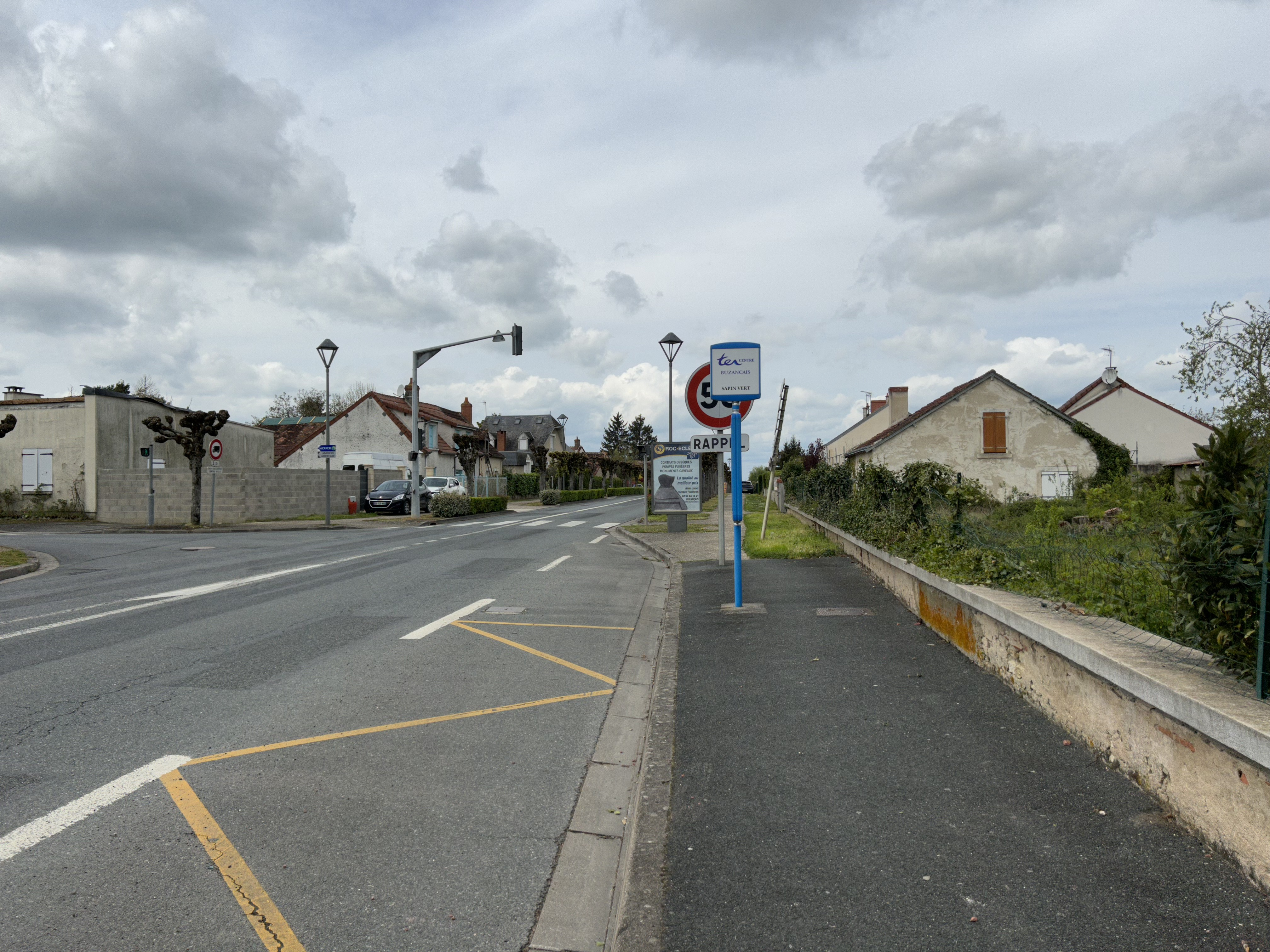
一处城际巴士车站

### 公路
安德尔省省道D1线、D11线、D63线、D63D线、D64线、D926线和D943线在比藏赛境内交汇。中央-卢瓦尔河谷大区下属的城际客运提供巴士线路，可前往图尔和沙托鲁。
| 13 | 18 |

| 沙托鲁 | 24 |

| 维勒迪约 | 10 |

| 图尔 | 90 |

| 安德尔河畔沙蒂永 | 24 |

| 勒夫鲁 | 18 |

| 梅济耶尔 | 19 |

2019年，69.3%的比藏赛家庭拥有至少一辆私人汽车。2018年，比藏赛境内共发生各类交通事故1起，造成1人受伤，其中1人重伤。

### 铁路
比藏赛位于茹埃莱图尔—沙托鲁铁路上，该铁路比藏赛附近的路段仅供少量货运列车运行。
距离比藏赛最近的运营中的客运铁路车站为24公里外的沙托鲁站，该站停靠往返于巴黎和图卢兹之间的城际列车，以及奥尔良和利摩日一线的区域列车。

### 航空
距离比藏赛最近的民用航空站为93公里外的图尔机场。

### 城市公共交通
截至2023年5月，比藏赛暂无城市公共交通系统。

## 政治

### 市政内阁

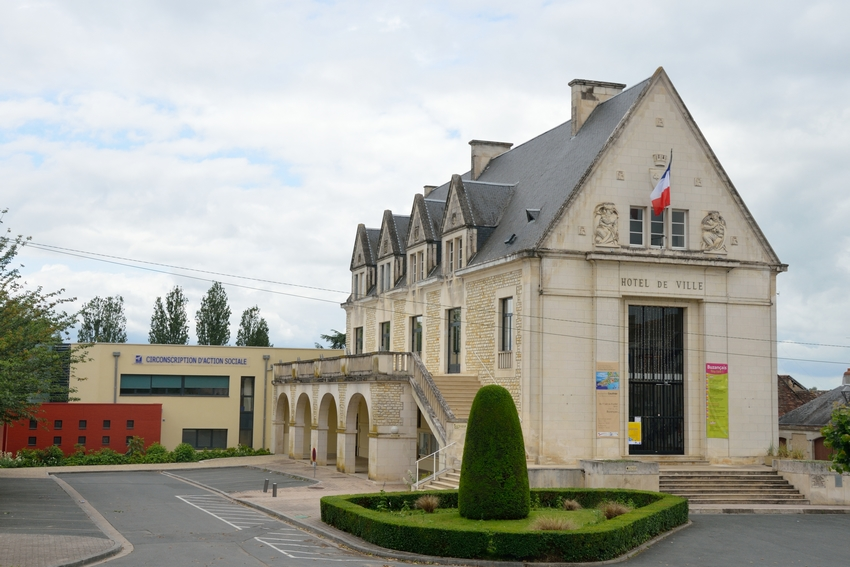
比藏赛市政厅

比藏赛的现任市长为雷吉·布朗谢先生（Régis BLANCHET），他是一名中间派，在2020年的市政选举中获得了100.00%的支持率（无其他候选人）。
| 比藏赛历届市长 | 比藏赛历届市长                      | 比藏赛历届市长                                                       |
| 任期           | 市长                                | 党派                                                                 |
| -------------- | ----------------------------------- | -------------------------------------------------------------------- |
| 1945年－1995年 | Jean BÉNARD-MOUSSEAU 让·贝纳尔-穆索 | CNIP全国独立人士与农民中心                                           |
| 1995年－       | Régis BLANCHET 雷吉·布朗谢          | PR法国共和人党 →UDI民主人士和独立人士联盟 →MR激进运动 →DVC混杂中间派 |

### 各级选举
| 比藏赛历届投票选举结果 | 比藏赛历届投票选举结果 | 比藏赛历届投票选举结果 | 比藏赛历届投票选举结果 | 比藏赛历届投票选举结果          | 比藏赛历届投票选举结果 | 比藏赛历届投票选举结果 | 比藏赛历届投票选举结果          | 比藏赛历届投票选举结果 | 比藏赛历届投票选举结果 |
| 选举项目               | 选举范围               | 选区单位               | 选区单位内的选举结果   | 选区单位内的选举结果            | 选区单位内的选举结果   | 选区单位内的选举结果   | 选区单位内的选举结果            | 选区单位内的选举结果   | 参考资料               |
| 选举项目               | 选举范围               | 选区单位               | 第一轮胜出者           | 第一轮胜出者                    | 支持率                 | 第二轮胜出者           | 第二轮胜出者                    | 支持率                 | 参考资料               |
| ---------------------- | ---------------------- | ---------------------- | ---------------------- | ------------------------------- | ---------------------- | ---------------------- | ------------------------------- | ---------------------- | ---------------------- |
| 2017年法國總統選舉     | 法國                   | 市镇                   |                        | 玛丽娜·勒庞                     | 29.77%                 |                        | 埃马纽埃尔·马克龙               | 51.98%                 | [ 28 ]                 |
| 2017年法国立法选举     | 安德尔省第一选区       | 市镇                   |                        | 弗朗索瓦·若利韦                 | 37.12%                 |                        | 弗朗索瓦·若利韦                 | 66.37%                 | [ 28 ]                 |
| 2019年欧洲议会选举     | 法國                   | 市镇                   |                        | 若尔当·巴尔代拉                 | 33.29%                 | （不适用）             | （不适用）                      | （不适用）             | [ 30 ]                 |
| 2021年法国省级选举     | 安德尔省               | 县                     |                        | 雷吉·布朗谢 弗蕾德里克·梅里奥多 | 71.45%                 |                        | 雷吉·布朗谢 弗蕾德里克·梅里奥多 | 79.74%                 | [ 31 ]                 |
| 2021年法国省级选举     | 安德尔省               | 市镇                   |                        | 雷吉·布朗谢 弗蕾德里克·梅里奥多 | 79.67%                 |                        | 雷吉·布朗谢 弗蕾德里克·梅里奥多 | 83.32%                 | [ 31 ]                 |
| 2021年法国大区选举     |                        | 市镇                   |                        | 尼古拉·福里西耶                 | 30.25%                 |                        | 尼古拉·福里西耶                 | 34.94%                 | [ 32 ]                 |
| 2022年法国总统选举     | 法國                   | 市镇                   |                        | 玛丽娜·勒庞                     | 36.48%                 |                        | 玛丽娜·勒庞                     | 55.78%                 | [ 28 ]                 |
| 2022年法国立法选举     | 安德尔省第一选区       | 市镇                   |                        | 梅林·温施                       | 31.44%                 |                        | 弗朗索瓦·若利韦                 | 55.91%                 | [ 28 ]                 |

## 人口
2020年，比藏赛市镇人口数量为4,507，在法国排名第2,457位。其中男性2,128人，女性2,379人，75岁及以上人口占14.9%，外籍人口数量为128人，人口密度为77人/平方公里，当地居民被称为（男性）或（女性）。2021年，比藏赛境内出生35人，死亡人口73人。
| 比藏赛1901年－2020年人口变化情况 |
|                                  |
| 数据来源：Cassini、INSEE         |

## 经济
比藏赛是一个区域性的中心城市。截止2023年11月，比藏赛市镇范围内共有各类用人单位（包含自雇）569家，平均历史为22年，其中98.44%为中小型企业（PME），2023年9月至11月间，当地的经济活力指数为-0.18%。（大型零售）、（制冷设备生产）、（机械制造）是当地2021年营业额最高的三个企业，分别为21,003,436欧元、19,537,938欧元和13,668,013欧元。

## 财政与居民收入
2021年，比藏赛的财政收入总额为5,707,450欧元，财政支出总额为5,298,600欧元，当年的债务总额为3,046,430欧元。2021年，比藏赛市镇通过增值税获得174,840欧元的收入，此外当地还共获得了576,750欧元的国家直接财政补助。
2020年，比藏赛的人均月收入总额为1,851欧元，其中高级职员为3,342欧元，低于法国平均水平（4,230欧元）；中级职员为2,193欧元，低于法国平均水平（2,411欧元）；普通职员为1,660欧元，亦低于法国平均水平（1,740欧元）。
2019年，比藏赛境内的贫困率为14%，青壮年（15至64岁）失业率为13.7%；当地41.6%的家庭拥有纳税资格，平均纳税1,639欧元，低于法国平均水平（3,910欧元）。

## 社会事务

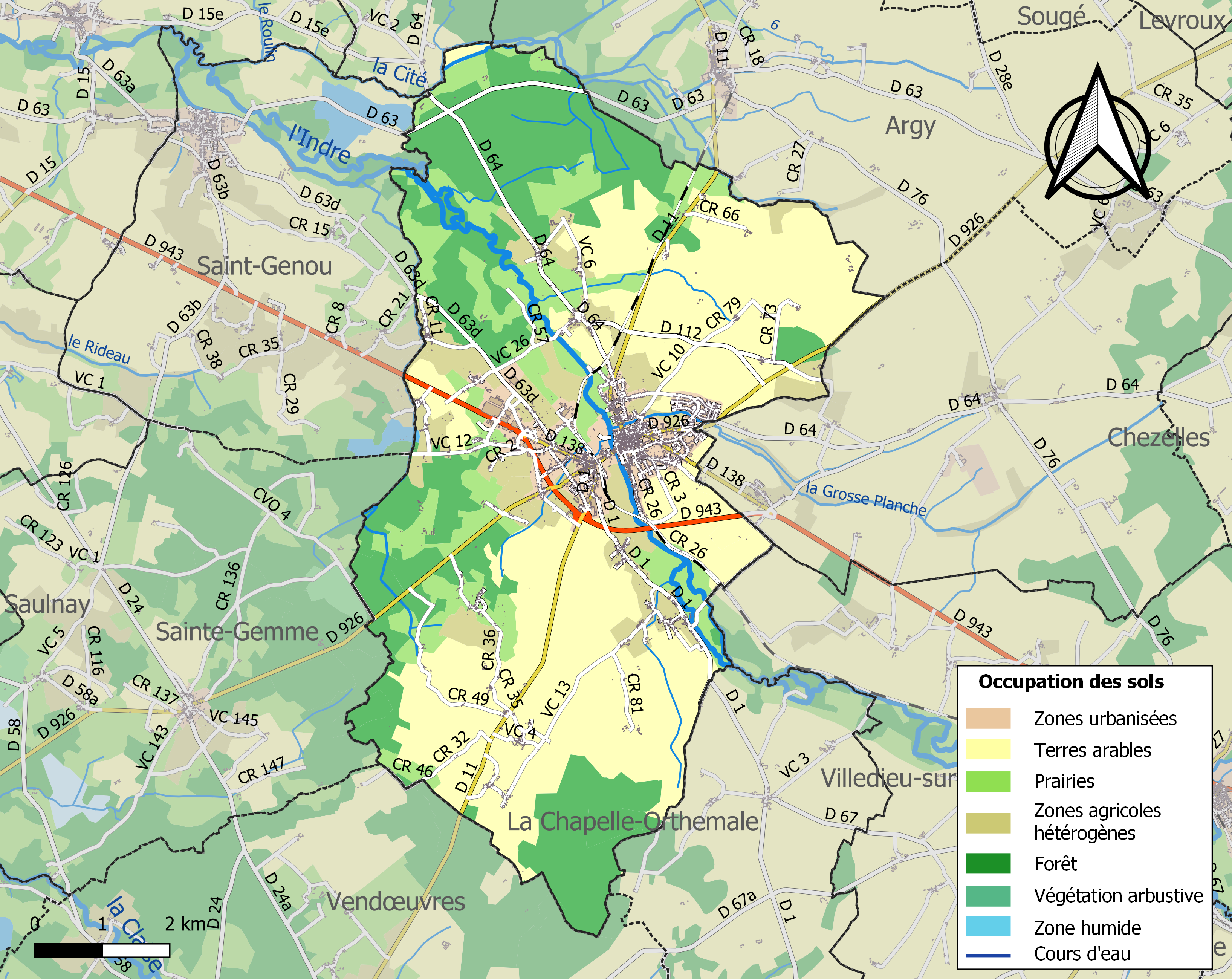
比藏赛土地利用情况地图

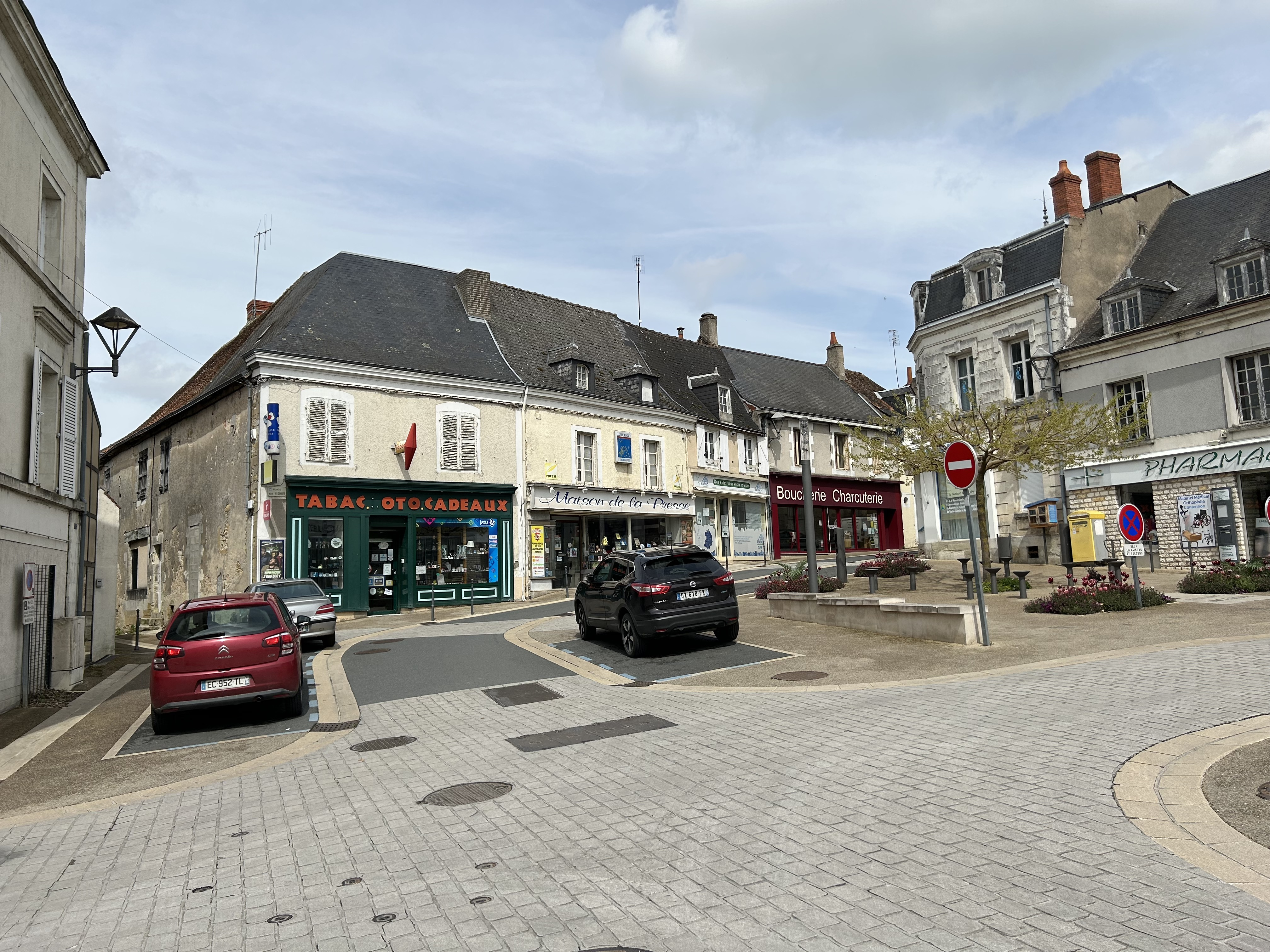
集市广场

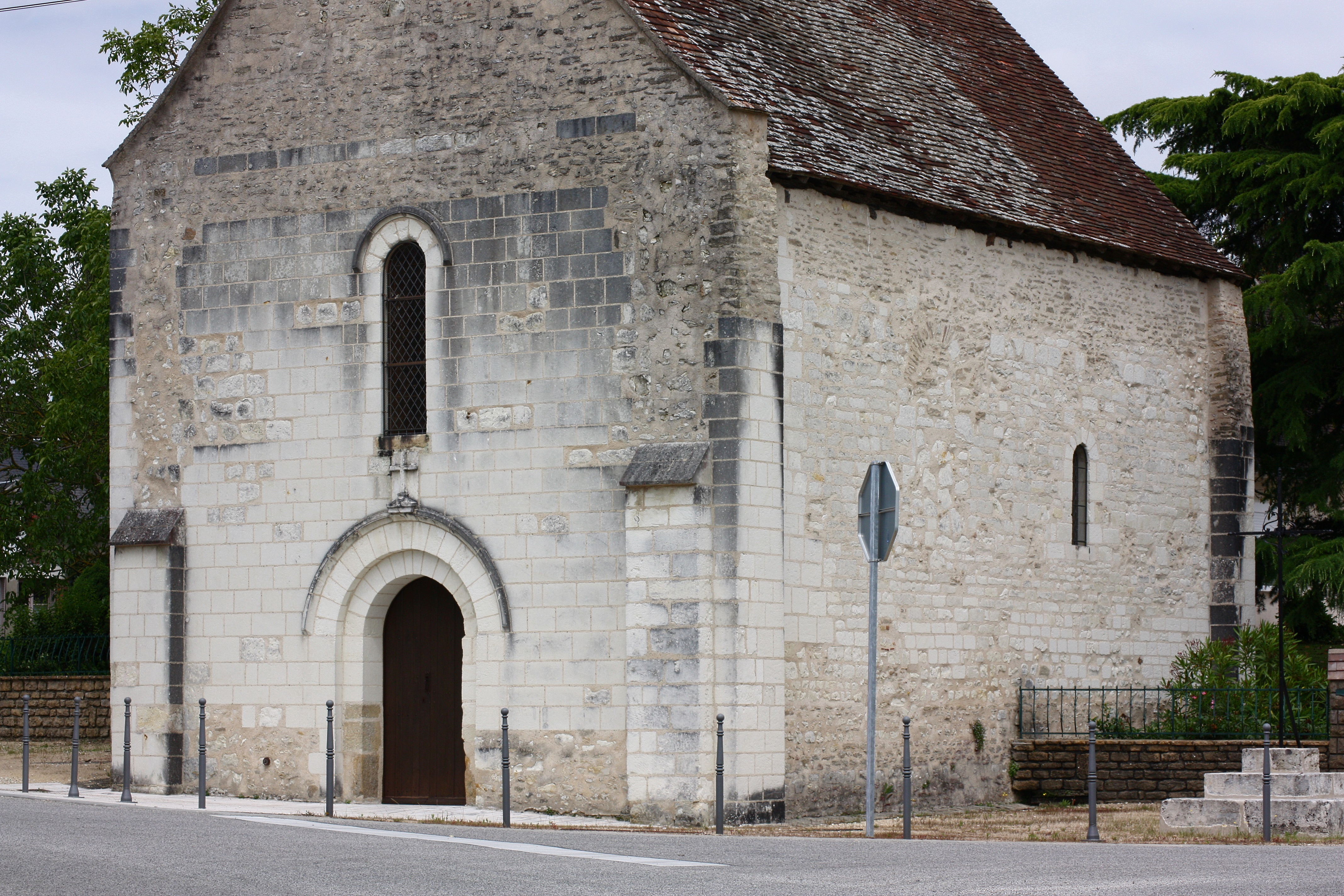
圣拉扎尔小教堂

### 教育
比藏赛属于奥尔良-图尔学区。截止2021年1月1日，比藏赛境内共有1所幼儿园、2所小学和2所初级中学。2021至2022学年度，比藏赛境内共有在校中等教育阶段学生642名。

### 医疗
截止2021年1月1日，比藏赛境内共有全科医生3名、保健师5名、牙医3名、护士8名和助产士1名。境内共有药房1家、残疾人帮扶中心1家。
比藏赛中心医院（Centre Hospitalier de Buzançais）是法国的一个区域性医疗机构，其主病区圣罗克中心医院（Centre hospitalier Saint-Roch）位于比藏赛市区，设有床位195个，是当地规模最大的公立综合性医院。

### 住房
2019年，比藏赛境内共有各类住房2,586套，其中87.4%为独立式居民区，12.3%为集中式居民区。常住房屋占比藏赛市镇范围内居民建筑总量的82.8%。
在住房保障政策方面，2021年，比藏赛境内共有427户家庭获得了住房经济补助，受益人数占总人口数量的9.5%，其中400份为房租补助。

### 商业
2021年，比藏赛境内共有各类实体商铺76家，其中餐厅7家、大型超市3家、面包房3家、肉铺2家、书店1家、银行门店2家、美容美发店11家、汽车维修店8家。市区东部建有一家家乐福商场，西部则建有Intermarché综合超市。

### 体育
2021年，比藏赛境内共有1家游泳池、2间体育馆、1座综合体育场、5处网球场、1处足球或橄榄球场以及1处篮球或排球场。
截至2023年5月，比藏赛联合体育足球俱乐部（ACS Buzançais Football，编号504869）是比藏赛境内唯一的一家注册足球俱乐部，其主队2022至2023赛季参加安德尔省足球联赛甲组（法国第九级别），其主场为米歇尔·莫迪球场（Stade Michel Mauduit）。

### 环境
比藏赛的环境事务由其所属的安德尔河谷-布雷讷市镇公共社区联合各级政府协调负责。2021年，比藏赛境内共有1家污染企业。

### 治安
2021年，比藏赛市镇范围内有1处宪兵队。
比藏赛及其附近的共73个市镇是勒布朗国家宪兵队（zone gendarmerie de Le Blanc）的管辖范围。2020年，该宪兵队累计记录各类案件1,224起，其中盗窃类案件614起，经济类案件207起，毒品交易类案件39起。

## 文化

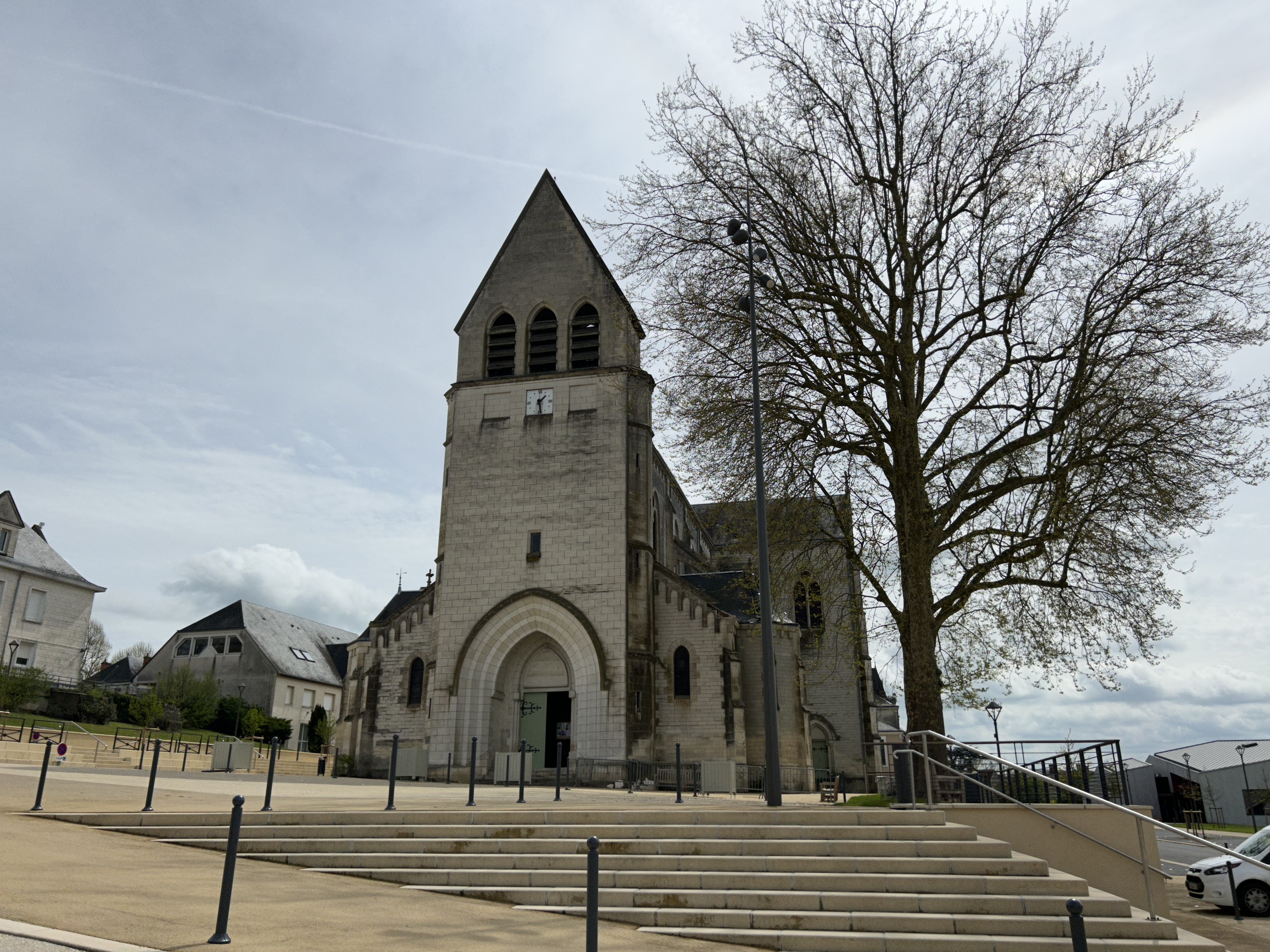
比藏赛圣心教堂

2021年，比藏赛境内有1家电影院。比藏赛境内建有让·迪普莱多媒体中心（Médiathèque Jean Duplaix），每周二、三、五、六向公众开放。

### 建筑
比藏赛境内有多处历史建筑，其中圣拉扎尔小教堂（Chapelle Saint-Lazare de Buzançais）、公爵小舍（Pavillon des Ducs）等为法国国家文物保护单位，圣心教堂（Église du Sacré Coeur）是当地的地标性建筑物。

### 旅游
比藏赛的旅游事务由其所属的安德尔河谷-布雷讷市镇公共社区负责。2022年，比藏赛境内共有2家酒店共计22间房间；另有1个露营地，可容纳共91辆露营车。

### 媒体
法国主要的媒体均可在比藏赛接收，法国电视三台下属的中央-卢瓦尔河谷大区频道在部分时段播出比藏赛所在安德尔省的地方新闻。《中西部新共和国报》、蓝色法兰西贝里广播、伊苏丹贝里第一电视台等是当地主要的地方性媒体。

## 相关人物
法国画家安东尼·特龙塞、建筑师阿尔贝·拉普拉德和记者米歇尔·德尼索出生于比藏赛。

## 友好城市
截至2023年5月，比藏赛共与三座城市互为友好城市关系：
- 波蘭 尼济察
- 義大利 梅拉泰
- 中国 龙岩市